# Complexe glucosinolate-myrosinase
 (novembre 2023).
Le complexe glucosinolate–myrosinase, aussi connu sous le nom de mustard oil bomb (litt. en français bombe à l'huile de moutarde), est un système de défense chimique contre les herbivores (insectes, par exemple) que l'on trouve chez les plantes de la famille des Brassicaceae (famille des choux). La bombe à l'huile de moutarde nécessite l'activation d'un métabolite secondaire végétal commun, le glucosinolate, par une enzyme, la myrosinase. Le complexe de défense est typique des défenses des plantes contre l'herbivorie en ce sens que les deux molécules sont stockées dans des compartiments différents dans les feuilles des plantes jusqu'à ce que la feuille soit déchirée par un herbivore. Le glucosinolate comporte un β-glucose et un oxime sulfaté. La myrosinase élimine le β-glucose pour former des huiles de moutarde qui sont toxiques pour les herbivores. Le système de défense a été baptisé bombe par Matile, car il ressemble à une véritable bombe qui attend d'exploser dès que le tissu végétal est perturbé.

## Adaptations
Il existe de nombreux exemples d'adaptations biochimiques à la bombe d'huile de moutarde. L'une d'entre elles concerne la teigne des crucifères, Plutella xylostella. Ce ravageur mondial des cultures se nourrit exclusivement de Brassicaceae et a développé une défense contre le complexe glucosinolate-myrosinase. La teigne possède une enzyme, une sulfatase, qu'elle utilise pour désulfater le glucosinolate, ce qui signifie que la myrosinase ne peut pas localiser et éliminer le β-glucose pour former les huiles de moutarde. Les plantes hôtes contiennent une grande variété de glucosinolates, mais toutes ont le β-glucose et l'oxime sulfaté. La teigne des crucifères, cependant, peut apparemment désulfater une large gamme de glucosinolates naturels.